# Speed of Sound
«Speed of Sound» és el primer senzill de X&Y, tercer àlbum en la discografia de la banda anglesa Coldplay.

## Informació
Els membres de Coldplay va compondre la cançó a mitjans de 2004, inspirats després d'escoltar la cançó "Running Up That Hill" de l'anglesa Kate Bush (1985). Malgrat basar-se en el so de piano, van intentar recrear el so de la bateria per ornamentar la melodia. Les lletres són força críptiques, amb complicades referències a creences, a la fe o com una persona descobreix el seu lloc en el món.
La cançó fou llançada el 18 d'abril de 2005 als Estats Units com a primer senzill de X&Y i acompanyada de dues cares-B, "Things I Don't Understand" i "Proof". El 23 de maig fou presentada al Regne Unit. Tot i l'èxit de vendes, no va arribar al número 1 de la llista britànica de senzills perquè fou superada per la cançó "Axel F" de Crazy Frog. Això no obstant, va romandre a la llista dels Top 75 durant setze setmanes, esdevingué el primer en descàrregues digitals al Regne Unit i va superar els mil milions de descàrregues a l'iTunes.
La crítica va valorar la cançó de forma desigual, ja que van assenyalar que la melodia era massa similar a la cançó "Clocks", malgrat que el so era molt correcte. "Speed of Sound" va rebre diversos reconeixements a tot el món durant l'any 2006, entre els quals destaquen el premi a la millor cançó de l'any per l'American Society of Composers, Authors and Publishers (ASCAP), les dues nominacions als premis Premis Grammy com a millor cançó de rock i millor actuació vocal de grup, i el premi al millor senzill britànic dels Brit Awards.
El videoclip fou rodat a Los Angeles els dies 22 i 23 d'abril de 2005 amb la direcció de Mark Romanek. La banda apareix tocant amb un mur en forma d'el·lipse de LEDs en el fons. En el mur es van mostrant diverses animacions i jocs de colors impactants. Als premis MTV Video Music Awards de 2005 fou nominat en quatre categories: Millor videoclip de l'any, millors efectes especials, millor edició i millor fotografia.

## Llista de cançons
1. "Speed of Sound" − 4:51
2. "Things I Don't Understand" − 4:55
3. "Proof" − 4:10